# الجنات (تعز)
الجنات هي إحدى قرى الجمهورية اليمنية. وهي تتبع جغرافيًا لمحافظة تعز. وإداريًا لمديرية الصلو. يبلغ تعداد سكانها 1163 نسمة حسب الإحصاء الذي جرى عام 2004.